# 羽莖瘤
羽茎瘤是鸟类的次级飞羽（secondaries）或初级飞羽（primaries）通过韧带与骨骼相连接的地方，在相应骨骼上表现为小突起。